# Liste des médaillés aux Jeux paralympiques d'hiver de 2014
Cet article liste les athlètes ayant remporté une médaille aux Jeux paralympiques d'hiver de 2014 à Sotchi (Russie).

## Biathlon
| Classe      | Épreuve | Or                                              | Argent                                               | Bronze                                                                                        |
| ----------- | ------- | ----------------------------------------------- | ---------------------------------------------------- | --------------------------------------------------------------------------------------------- |
| Femmes      |         |                                                 |                                                      |                                                                                               |
| Malvoyantes | 6 km    | Mikhalina Lyssova (RUS) Guide : Alexey Ivanov   | Iuliia Budaleeva (RUS) Guide : Tatiana Maltseva      | Oksana Shyshkova (UKR) Guide : Lada Nesterenko                                                |
| Malvoyantes | 10 km   | Mikhalina Lyssova (RUS) Guide : Alexey Ivanov   | Iuliia Budaleeva (RUS) Guide : Tatiana Maltseva      | Oksana Shyshkova (UKR) Guide : Lada Nesterenko                                                |
| Malvoyantes | 12,5 km | Iuliia Budaleeva (RUS) Guide : Tatiana Maltseva | Mikhalina Lyssova (RUS) Guide : Alexey Ivanov        | Oksana Shyshkova (UKR) Guide : Lada Nesterenko                                                |
|             |         |                                                 |                                                      |                                                                                               |
| Debout      | 6 km    | Alena Kaoufman (RUS)                            | Anna Milenina (RUS)                                  | Yuliia Batenkova-Bauman (UKR)                                                                 |
| Debout      | 10 km   | Alena Kaoufman (RUS)                            | Oleksandra Kononova (UKR)                            | Natalia Bratiuk (RUS)                                                                         |
| Debout      | 12,5 km | Oleksandra Kononova (UKR)                       | Alena Kaoufman (RUS)                                 | Natalia Bratiuk (RUS)                                                                         |
|             |         |                                                 |                                                      |                                                                                               |
| Assises     | 6 km    | Andrea Eskau (GER)                              | Svetlana Konovalova (RUS)                            | Olena Iurkovska (UKR)                                                                         |
| Assises     | 10 km   | Anja Wicker (GER)                               | Svetlana Konovalova (RUS)                            | Lyudmyla Pavlenko (UKR)                                                                       |
| Assises     | 12,5 km | Svetlana Konovalova (RUS)                       | Anja Wicker (GER)                                    | Olena Iurkovska (UKR)                                                                         |
| Hommes      |         |                                                 |                                                      |                                                                                               |
| Malvoyants  | 7,5 km  | Vitaliy Lukyanenko (UKR) Guide : Borys Babar    | Nikolay Polukhin (RUS) Guide : Andrey Tokarev        | Vasili Shaptsiaboi (BLR) Guide : Mikhail Lebedzeu                                             |
| Malvoyants  | 12,5 km | Vitaliy Lukyanenko (UKR) Guide : Borys Babar    | Nikolay Polukhin (RUS) Guide : Andrey Tokarev        | Vasili Shaptsiaboi (BLR) Guide : Mikhail Lebedzeu                                             |
| Malvoyants  | 15 km   | Nikolay Polukhin (RUS) Guide : Andrey Tokarev   | Anatolii Kovalevskyi (UKR) Guide : Oleksandr Mukshyn | Vitaliy Lukyanenko (UKR) Guide : Borys Babar Stanislav Chokhlaev (RUS) Guide : Maksim Pirogov |
|             |         |                                                 |                                                      |                                                                                               |
| Debout      | 7,5 km  | Vladislav Lekomtcev (RUS)                       | Mark Arendz (CAN)                                    | Azat Karachurin (RUS)                                                                         |
| Debout      | 12,5 km | Azat Karachurin (RUS)                           | Nils-Erik Ulset (NOR)                                | Mark Arendz (CAN)                                                                             |
| Debout      | 15 km   | Grygorii Vovchynskyi (UKR)                      | Nils-Erik Ulset (NOR)                                | Kirill Mikhaylov (RUS)                                                                        |
|             |         |                                                 |                                                      |                                                                                               |
| Assis       | 7,5 km  | Roman Petushkov (RUS)                           | Maksym Yarovyi (UKR)                                 | Kozo Kubo (JPN)                                                                               |
| Assis       | 12,5 km | Roman Petushkov (RUS)                           | Alexey Bychenok (RUS)                                | Grigory Murygin (RUS)                                                                         |
| Assis       | 15 km   | Roman Petushkov (RUS)                           | Grigory Murygin (RUS)                                | Aleksandr Davidovich (RUS)                                                                    |

## Curling
| Or                                                                                  | Argent                                                                                                | Bronze                                                                                    |
| Canada - Jim Armstrong - Ina Forrest - Dennis Thiessen - Sonja Gaudet - Mark Ideson | Russie - Andrey Smirnov - Marat Romanov - Svetlana Pakhomova - Alexandr Shevchenko - Oxana Slesarenko | Grande-Bretagne - Aileen Neilson - Gregor Ewan - Jim Gault - Angie Malone - Bob McPherson |

## Hockey sur luge
| Or | Argent | Bronze |
| États-Unis - Jen Lee - Steve Cash (en) - Brody Roybal - Declan Farmer - Taylor Lipsett - Greg Shaw - Joshua Sweeney - Daniel McCoy - Kevin McKee - Adam Page - Rico Roman - Joshua Pauls - Paul Schaus - Andy Yohe - Tyler Carron - Nikko Landeros - Taylor Chace | Russie - Mikhail Ivanov - Vladimir Kamantcev - Dmitrii Lisov - Konstantin Shikhov - Ruslan Tuchin - Alexey Amosov - Ilia Popov - Andrey Dvinyaninov - Evgeny Petrov - Nikolay Terentyev - Ilia Volkov - Aleksei Lysov - Maxim Andriyanov - Vasilii Varlakov - Vladimir Litvinenko - Vadim Selyukin - Ivan Kuznetsov | Canada - Benoît St-Amand - Corbin Watson - Kevin Rempel - Marc Dorion - Tyler McGregor - Anthony Gale - Ben Delaney - Greg Westlake - Billy Bridges - Karl Ludwig - Dominic Larocque - Brad Bowden - Derek Whitson - Adam Dixon - Steve Arsenault - James Gemmell - Graeme Murray |

## Ski alpin
| Classe      | Épreuve       | Or                                                          | Argent                                                      | Bronze                                                            |
| ----------- | ------------- | ----------------------------------------------------------- | ----------------------------------------------------------- | ----------------------------------------------------------------- |
| Femmes      |               |                                                             |                                                             |                                                                   |
| Malvoyantes | Descente      | Henrieta Farkašová (SVK) Guide : Natália Šubrtová           | Jade Etherington (GBR) Guide : Caroline Powell              | Aleksandra Frantceva (RUS) Guide : Pavel Zabotin                  |
| Malvoyantes | Super G       | Kelly Gallagher (GBR) Guide : Charlotte Evans               | Aleksandra Frantceva (RUS) Guide : Pavel Zabotin            | Jade Etherington (GBR) Guide : Caroline Powell                    |
| Malvoyantes | Slalom géant  | Henrieta Farkašová (SVK) Guide : Natália Šubrtová           | Aleksandra Frantceva (RUS) Guide : Pavel Zabotin            | Jessica Gallagher (AUS) Guide : Christian Geiger                  |
| Malvoyantes | Slalom        | Aleksandra Frantceva (RUS) Guide : Pavel Zabotin            | Jade Etherington (GBR) Guide : Caroline Powell              | Henrieta Farkašová (SVK) Guide : Natália Šubrtová                 |
| Malvoyantes | Super combiné | Aleksandra Frantceva (RUS) Guide : Pavel Zabotin            | Jade Etherington (GBR) Guide : Caroline Powell              | Danelle Umstead (USA) Guide : Robert Umstead                      |
|             |               |                                                             |                                                             |                                                                   |
| Debout      | Descente      | Marie Bochet (FRA)                                          | Inga Medvedeva (RUS)                                        | Allison Jones (USA)                                               |
| Debout      | Super G       | Marie Bochet (FRA)                                          | Solène Jambaqué (FRA)                                       | Stephanie Jallen (USA)                                            |
| Debout      | Slalom géant  | Marie Bochet (FRA)                                          | Andrea Rothfuss (ALL)                                       | Solène Jambaqué (FRA)                                             |
| Debout      | Slalom        | Andrea Rothfuss (GER)                                       | Inga Medvedeva (RUS)                                        | Petra Smarzova (SVK)                                              |
| Debout      | Super combiné | Marie Bochet (FRA)                                          | Andrea Rothfuss (GER)                                       | Stephanie Jallen (USA)                                            |
| Debout      | Snowboard     | Bibian Mentel-Spee (NED)                                    | Cécile Hernandez-Cervellon (FRA)                            | Amy Purdy (USA)                                                   |
|             |               |                                                             |                                                             |                                                                   |
| Assises     | Descente      | Anna Schaffelhuber (GER)                                    | Alana Nichols (USA)                                         | Laurie Stephens (USA)                                             |
| Assises     | Super G       | Anna Schaffelhuber (GER)                                    | Claudia Loesch (AUT)                                        | Laurie Stephens (USA)                                             |
| Assises     | Slalom géant  | Anna Schaffelhuber (GER)                                    | Claudia Loesch (AUT)                                        | Anna-Lena Forster (CAN)                                           |
| Assises     | Slalom        | Anna Schaffelhuber (GER)                                    | Anna-Lena Forster (CAN)                                     | Kimberly Joines (USA)                                             |
| Assises     | Super combiné | Anna Schaffelhuber (GER)                                    | Anna-Lena Forster (CAN)                                     | non attribuée                                                     |
| Hommes      |               |                                                             |                                                             |                                                                   |
| Malvoyants  | Descente      | Jon Santacana Maiztegui (ESP) Guide : Miguel Galindo Garces | Miroslav Haraus (SVK) Guide : Maros Hudik                   | Mac Marcoux (CAN) Guide : Robin Femy                              |
| Malvoyants  | Super G       | Jakub Krako (SVK) Guide : Martin Motyka                     | Mark Bathum (USA) Guide : Cade Yamamoto                     | Mac Marcoux (CAN) Guide : Robin Femy                              |
| Malvoyants  | Slalom géant  | Mac Marcoux (CAN) Guide : Robin Femy                        | Jakub Krako (SVK) Guide : Martin Motyka                     | Valerii Redkozubov (RUS) Guide : Evgeny Geroev                    |
| Malvoyants  | Slalom        | Valerii Redkozubov (RUS) Guide : Evgeny Geroev              | Jon Santacana Maiztegui (ESP) Guide : Miguel Galindo Garces | Chris Williamson (CAN) Guide : Nick Brush                         |
| Malvoyants  | Super combiné | Valerii Redkozubov (RUS) Guide : Evgeny Geroev              | Mark Bathum (USA) Guide : Cade Yamamoto                     | Gabriel Juan Gorce Yepes (ESP) Guide : Josep Arnau Ferrer Ventura |
|             |               |                                                             |                                                             |                                                                   |
| Debout      | Descente      | Markus Salcher (AUT)                                        | Alexey Bugaev (RUS)                                         | Vincent Gauthier-Manuel (FRA)                                     |
| Debout      | Super G       | Markus Salcher (AUT)                                        | Matthias Lanzinger (AUT)                                    | Alexey Bugaev (RUS)                                               |
| Debout      | Slalom géant  | Vincent Gauthier-Manuel (FRA)                               | Alexey Bugaev (RUS)                                         | Markus Salcher (AUT)                                              |
| Debout      | Slalom        | Alexey Bugaev (RUS)                                         | Vincent Gauthier-Manuel (FRA)                               | Alexander Alyabyev (RUS)                                          |
| Debout      | Super combiné | Alexey Bugaev (RUS)                                         | Matthias Lanzinger (AUT)                                    | Toby Kane (AUS)                                                   |
| Debout      | Snowboard     | Evan Strong (USA)                                           | Michael Shea (en) (USA)                                     | Keith Gabel (USA)                                                 |
|             |               |                                                             |                                                             |                                                                   |
| Assis       | Descente      | Akira Kano (JPN)                                            | Josh Dueck (CAN)                                            | Takeshi Suzuki (JPN)                                              |
| Assis       | Super G       | Akira Kano (JPN)                                            | Taiki Morii (JPN)                                           | Caleb Brousseau (CAN)                                             |
| Assis       | Slalom géant  | Christoph Kunz (SUI)                                        | Corey Peters (NZL)                                          | Roman Rabl (AUT)\|                                                |
| Assis       | Slalom        | Takeshi Suzuki (JPN)                                        | Philipp Bonadimann (AUT)                                    | Roman Rabl (AUT)                                                  |
| Assis       | Super combiné | Josh Dueck (CAN)                                            | Heath Calhoun (USA)                                         | Roman Rabl (AUT)                                                  |

## Ski de fond
| Classe             | Épreuve                    | Or | Argent | Bronze                                                                                       |
| ------------------ | -------------------------- | --- | --- | -------------------------------------------------------------------------------------------- |
| Femmes             |                            | | |                                                                                              |
| Malvoyantes        | 1 km sprint libre          | Mikhalina Lyssova (RUS) Guide : Alexey Ivanov                                                                                         | Elena Remizova (RUS) Guide : Natalia Yakimova                                                                                | Oksana Shyshkova (UKR) Guide : Lada Nesterenko                                               |
| Malvoyantes        | 5 km libre                 | Elena Remizova (RUS) Guide : Natalia Yakimova                                                                                         | Mikhalina Lyssova (RUS) Guide : Alexey Ivanov                                                                                | Iuliia Budaleeva (RUS) Guide : Tatiana Maltseva                                              |
| Malvoyantes        | 15 km classique            | Elena Remizova (RUS) Guide : Natalia Yakimova                                                                                         | Mikhalina Lyssova (RUS) Guide : Alexey Ivanov                                                                                | Yadviha Skorabahataya (BLR) Guide : Iryna Nafranovich                                        |
|                    |                            | | |                                                                                              |
| Debout             | 1 km sprint libre          | Anna Milenina (RUS) | Yuliia Batenkova-Bauman (UKR)                                                                                                | Alena Kaoufman (RUS)                                                                         |
| Debout             | 5 km libre                 | Anna Milenina (RUS) | Yuliia Batenkova-Bauman (UKR)                                                                                                | Oleksandra Kononova (UKR)                                                                    |
| Debout             | 15 km classique            | Helene Ripa (SWE) | Yuliia Batenkova-Bauman (UKR)                                                                                                | Anna Milenina (RUS)                                                                          |
|                    |                            | | |                                                                                              |
| Assises            | 1 km sprint                | Mariann Marthinsen (NOR) | Tatiana McFadden (USA) | Marta Zaynullina (RUS)                                                                       |
| Assises            | 5 km                       | Andrea Eskau (GER) | Lyudmyla Pavlenko (UKR) | Oksana Masters (USA)                                                                         |
| Assises            | 12 km                      | Lyudmyla Pavlenko (UKR) | Oksana Masters (USA) | Svetlana Konovalova (RUS)                                                                    |
| Hommes             |                            | | |                                                                                              |
| Malvoyants         | 1 km sprint libre          | Brian McKeever (CAN) Guide : Graham Nishikawa                                                                                         | Zebastian Modin (SWE) Guide : Albin Ackerot                                                                                  | Oleg Ponomarev (RUS) Guide : Andrei Romanov                                                  |
| Malvoyants         | 10 km libre                | Brian McKeever (CAN) Guide : Graham Nishikawa                                                                                         | Stanislav Chokhlaev (RUS) Guide : Maksim Pirogov                                                                             | Thomas Clarion (FRA) Guide : Julien Bourla                                                   |
| Malvoyants         | 20 km classique            | Brian McKeever (CAN) Guide : Erik Carleton                                                                                            | Stanislav Chokhlaev (RUS) Guide : Maksim Pirogov                                                                             | Zebastian Modin (SWE) Guide : Albin Ackerot                                                  |
|                    |                            | | |                                                                                              |
| Debout             | 1 km sprint libre          | Kirill Mikhaylov (RUS) | Rushan Minnegulov (RUS) | Vladislav Lekomtcev (RUS)                                                                    |
| Debout             | 10 km libre                | Aleksandr Pronkov (RUS) | Vladiimir Kononov (RUS) | Vladislav Lekomtcev (RUS)                                                                    |
| Debout             | 20 km classique            | Rushan Minnegulov (RUS) | Ilkka Tuomisto (FIN) | Vladislav Lekomtcev (RUS)                                                                    |
|                    |                            | | |                                                                                              |
| Assis              | 1 km sprint                | Roman Petushkov (RUS) | Grigory Murygin (RUS) | Maksym Yarovyi (UKR)                                                                         |
| Assis              | 10 km                      | Chris Klebl (CAN) | Maksym Yarovyi (UKR) | Grigory Murygin (RUS)                                                                        |
| Assis              | 15 km                      | Roman Petushkov (RUS) | Irek Zaripov (RUS) | Aleksandr Davidovich (RUS)                                                                   |
| Mixte              |                            | | |                                                                                              |
| Toutes les classes | Relais mixte (4 × 2,5 km)  | Russie - Alena Kaoufman - Svetlana Konovalova - Nikolay Polukhin (Guide : Andrey Tokarev) - Elena Remizova (Guide : Natalia Yakimova) | Suède - Zebastian Modin (Guide : Albin Ackerot) - Helene Ripa                                                                | Norvège - Eirik Bye (Guide : Kristian Myhre Hellerud) - Mariann Marthinsen - Nils-Erik Ulset |
| Toutes les classes | Relais ouvert (4 × 2,5 km) | Russie - Vladislav Lekomtcev - Rushan Minnegulov - Grigory Murygin - Roman Petushkov                                                  | Ukraine - Olena Iurkovska - Vitaliy Lukyanenko (Guide : Borys Babar) - Ihor Reptyukh - Iurii Utkin (Guide : Vitaliy Kazakov) | France - Thomas Clarion (Guide : Julien Bourla) - Benjamin Daviet                            |

## Athlètes les plus médaillés
Dans le tableau ci-dessous figurent les athlètes ayant obtenu au moins 3 médailles lors des Jeux paralympiques d'hiver de 2014 à Sotchi en Russie.
(Classement par nombre de médailles d'or, d'argent puis de bronze)
| Athlète                       | Catégorie  | Sport       | Médaille d'or, Jeux paralympiques | Médaille d'argent, Jeux paralympiques | Médaille de bronze, Jeux paralympiques | Total |
| Roman Petushkov (RUS)         | Assis      | Biathlon    | 3                                 | 0                                     | 0                                      | 6     |
| Roman Petushkov (RUS)         | Assis      | Ski de fond | 3                                 | 0                                     | 0                                      | 6     |
| Anna Schaffelhuber (GER)      | Assis      | Ski alpin   | 5                                 | 0                                     | 0                                      | 5     |
| Marie Bochet (FRA)            | Debout     | Ski alpin   | 4                                 | 0                                     | 0                                      | 4     |
| Mikhalina Lyssova (RUS)       | Malvoyants | Biathlon    | 2                                 | 1                                     | 0                                      | 6     |
| Mikhalina Lyssova (RUS)       | Malvoyants | Ski de fond | 1                                 | 2                                     | 0                                      | 6     |
| Alena Kaoufman (RUS)          | Debout     | Biathlon    | 2                                 | 1                                     | 0                                      | 5     |
| Alena Kaoufman (RUS)          | Debout     | Ski de fond | 1                                 | 0                                     | 1                                      | 5     |
| Elena Remizova (RUS)          | Malvoyants | Ski de fond | 3                                 | 1                                     | 0                                      | 4     |
| Brian McKeever (CAN)          | Malvoyants | Ski alpin   | 3                                 | 0                                     | 0                                      | 3     |
| Alexey Bugaev (RUS)           | Debout     | Ski alpin   | 2                                 | 2                                     | 1                                      | 5     |
| Aleksandra Frantceva (RUS)    | Malvoyants | Ski alpin   | 2                                 | 2                                     | 1                                      | 5     |
| Svetlana Konovalova (RUS)     | Assis      | Biathlon    | 1                                 | 2                                     | 0                                      | 5     |
| Svetlana Konovalova (RUS)     | Assis      | Ski de fond | 1                                 | 0                                     | 1                                      | 5     |
| Nikolay Polukhin (RUS)        | Malvoyants | Biathlon    | 1                                 | 2                                     | 0                                      | 4     |
| Nikolay Polukhin (RUS)        | Malvoyants | Ski de fond | 1                                 | 0                                     | 0                                      | 4     |
| Vitaliy Lukyanenko (UKR)      | Malvoyants | Biathlon    | 3                                 | 0                                     | 0                                      | 4     |
| Vitaliy Lukyanenko (UKR)      | Malvoyants | Ski de fond | 0                                 | 1                                     | 0                                      | 4     |
| Anna Milenina (RUS)           | Debout     | Biathlon    | 0                                 | 1                                     | 0                                      | 4     |
| Anna Milenina (RUS)           | Debout     | Ski de fond | 2                                 | 0                                     | 1                                      | 4     |
| Rushan Minnegulov (RUS)       | Debout     | Ski de fond | 2                                 | 1                                     | 0                                      | 3     |
| Vladislav Lekomtcev (RUS)     | Debout     | Biathlon    | 1                                 | 0                                     | 0                                      | 5     |
| Vladislav Lekomtcev (RUS)     | Debout     | Ski de fond | 1                                 | 0                                     | 3                                      | 5     |
| Henrieta Farkašová (SVK)      | Malvoyants | Ski alpin   | 2                                 | 0                                     | 1                                      | 3     |
| Valerii Redkozubov (RUS)      | Malvoyants | Ski alpin   | 2                                 | 0                                     | 1                                      | 3     |
| Markus Salcher (AUT)          | Malvoyants | Ski alpin   | 2                                 | 0                                     | 1                                      | 3     |
| Grigory Murygin (RUS)         | Assis      | Biathlon    | 0                                 | 1                                     | 1                                      | 5     |
| Grigory Murygin (RUS)         | Assis      | Ski de fond | 1                                 | 1                                     | 5                                      | 5     |
| Iuliia Budaleeva (RUS)        | Malvoyants | Biathlon    | 1                                 | 2                                     | 0                                      | 4     |
| Iuliia Budaleeva (RUS)        | Malvoyants | Ski de fond | 0                                 | 0                                     | 1                                      | 4     |
| Andrea Rothfuss (GER)         | Debout     | Ski alpin   | 1                                 | 2                                     | 0                                      | 3     |
| Vincent Gauthier-Manuel (FRA) | Debout     | Ski alpin   | 1                                 | 1                                     | 1                                      | 3     |
| Oleksandra Kononova (UKR)     | Debout     | Biathlon    | 1                                 | 1                                     | 0                                      | 3     |
| Oleksandra Kononova (UKR)     | Debout     | Ski de fond | 0                                 | 0                                     | 1                                      | 3     |
| Lyudmyla Pavlenko (UKR)       | Assis      | Biathlon    | 0                                 | 0                                     | 1                                      | 3     |
| Lyudmyla Pavlenko (UKR)       | Assis      | Ski de fond | 1                                 | 1                                     | 0                                      | 3     |
| Mac Marcoux (CAN)             | Malvoyants | Ski alpin   | 1                                 | 2                                     | 0                                      | 3     |
| Yuliia Batenkova-Bauman (UKR) | Debout     | Biathlon    | 0                                 | 0                                     | 1                                      | 4     |
| Yuliia Batenkova-Bauman (UKR) | Debout     | Ski de fond | 0                                 | 3                                     | 0                                      | 4     |
| Jade Etherington (GBR)        | Malvoyants | Ski alpin   | 0                                 | 3                                     | 1                                      | 4     |
| Stanislas Chokhalev (RUS)     | Malvoyants | Biathlon    | 0                                 | 0                                     | 1                                      | 3     |
| Stanislas Chokhalev (RUS)     | Malvoyants | Ski de fond | 0                                 | 2                                     | 0                                      | 3     |
| Anna-Lena Forster (GER)       | Assis      | Ski alpin   | 0                                 | 2                                     | 1                                      | 3     |
| Zebastian Modin (SWE)         | Malvoyants | Ski de fond | 0                                 | 2                                     | 1                                      | 3     |
| Nils-Erik Ulset (NOR)         | Debout     | Biathlon    | 0                                 | 2                                     | 0                                      | 3     |
| Nils-Erik Ulset (NOR)         | Debout     | Ski de fond | 0                                 | 0                                     | 1                                      | 3     |
| Maksym Yarovyi (UKR)          | Assis      | Biathlon    | 0                                 | 1                                     | 0                                      | 3     |
| Maksym Yarovyi (UKR)          | Assis      | Ski de fond | 0                                 | 1                                     | 1                                      | 3     |
| Olena Iurkovska (UKR)         | Assis      | Biathlon    | 0                                 | 0                                     | 2                                      | 3     |
| Olena Iurkovska (UKR)         | Assis      | Ski de fond | 0                                 | 1                                     | 0                                      | 3     |
| Oksana Shyshkova (UKR)        | Malvoyants | Biathlon    | 0                                 | 0                                     | 3                                      | 4     |
| Oksana Shyshkova (UKR)        | Malvoyants | Ski de fond | 0                                 | 0                                     | 1                                      | 4     |
| Roman Rabl (AUT)              | Assis      | Ski alpin   | 0                                 | 0                                     | 3                                      | 3     |